# Comuna Buceș, Hunedoara
Buceș (în maghiară: Bucsesd) este o comună în județul Hunedoara, Transilvania, România, formată din satele Buceș (reședința), Buceș-Vulcan, Dupăpiatră, Grohoțele, Mihăileni, Stănija și Tarnița.

## Demografie
Componența etnică a comunei Buceș
     Români (88,59%)
     Romi (5,39%)
     Alte etnii (0,31%)
     Necunoscută (5,71%)
Componența confesională a comunei Buceș
     Ortodocși (91,54%)
     Alte religii (2,07%)
     Necunoscută (6,39%)
Conform recensământului efectuat în 2021, populația comunei Buceș se ridică la 1.595 de locuitori, în scădere față de recensământul anterior din 2011, când fuseseră înregistrați 1.961 de locuitori. Majoritatea locuitorilor sunt români (88,59%), cu o minoritate de romi (5,39%), iar pentru 5,71% nu se cunoaște apartenența etnică. Din punct de vedere confesional, majoritatea locuitorilor sunt ortodocși (91,54%), iar pentru 6,39% nu se cunoaște apartenența confesională.
În data de 26.03.2021 s-a înregistrat un număr de 1775 de persoane.

## Politică și administrație
Comuna Buceș este administrată de un primar și un consiliu local compus din 11 consilieri. Primarul, Traian Achim-Mărcuș[*], de la Partidul Național Liberal, este în funcție din 2004. Începând cu alegerile locale din 2024, consiliul local are următoarea componență pe partide politice:
|  | Partid                          | Consilieri | Componența Consiliului | Componența Consiliului | Componența Consiliului | Componența Consiliului | Componența Consiliului | Componența Consiliului | Componența Consiliului |
|  | ------------------------------- | ---------- | ---------------------- | ---------------------- | ---------------------- | ---------------------- | ---------------------- | ---------------------- | ---------------------- |
|  | Partidul Național Liberal       | 7          |                        |                        |                        |                        |                        |                        |                        |
|  | Partidul Social Democrat        | 2          |                        |                        |                        |                        |                        |                        |                        |
|  | Alianța pentru Unirea Românilor | 1          |                        |                        |                        |                        |                        |                        |                        |
|  | Hertz Andy                      | 1          |                        |                        |                        |                        |                        |                        |                        |

## Atracții turistice
- Biserica de lemn "Adormirea Maicii Domnului" din satul Stănija, construcție 1842, monument istoric
- Biserica ortodoxă din satul Dupăpiatră
- Biserica ortodoxă din Stănija
- Monumentul Eroilor din Mihăileni
- Gurile de mină de la Stănija
- Rezervația naturală "Munții Vulcan" (5 ha)
- Cascada "Săritoarea" din satul Stănija
- Pădurea cu tei" din satul Mihăileni